# Polygala cardiocarpa
Polygala cardiocarpa är en jungfrulinsväxtart som beskrevs av Wilhelm Sulpiz Kurz. Polygala cardiocarpa ingår i släktet jungfrulinssläktet, och familjen jungfrulinsväxter. Inga underarter finns listade i Catalogue of Life.